# غيفلسبرغ
غفلسبرغ (بالألمانية: Gevelsberg) هي بلدة ألمانية تقع في ألمانيا في دائرة ريفية إنبه رور ‏.  يقدر عدد سكانها بـ 31,712 نسمة .

## المدن التوأمة
مدن فوندوم، Szprotawa و بوتيرا هي مدن توأمة لـغفلسبرغ.